# 布里加诺瓦雷塞
布里加诺瓦雷塞（義大利語：Briga Novarese），是意大利诺瓦拉省的一个市镇。总面积4.75平方公里，人口3022人，人口密度636.2人/平方公里（2009年）。ISTAT代码为003026。